# Acantholimon
Acantholimon Boiss. è un genere di piante dicotiledoni appartenente alla famiglia delle Plumbaginaceae.
Il nome deriva dal greco akanthos che vuol dire spina e leimonion che significa prateria, e quindi con possibile allusione a un tappeto erboso di piante spinose.

## Distribuzione e habitat
Il genere è diffuso in Europa orientale e Asia.

## Tassonomia
Il genere comprende oltre 300 specie.